# Peščenica – Žitnjak
Peščenica – Žitnjak – dzielnica Zagrzebia, stolicy Chorwacji. Obejmuje południowo-wschodnią część miasta, ma powierzchnię 35 km², liczy 58 283 mieszkańców, a gęstość zaludnienia to 1651,3 os./km².

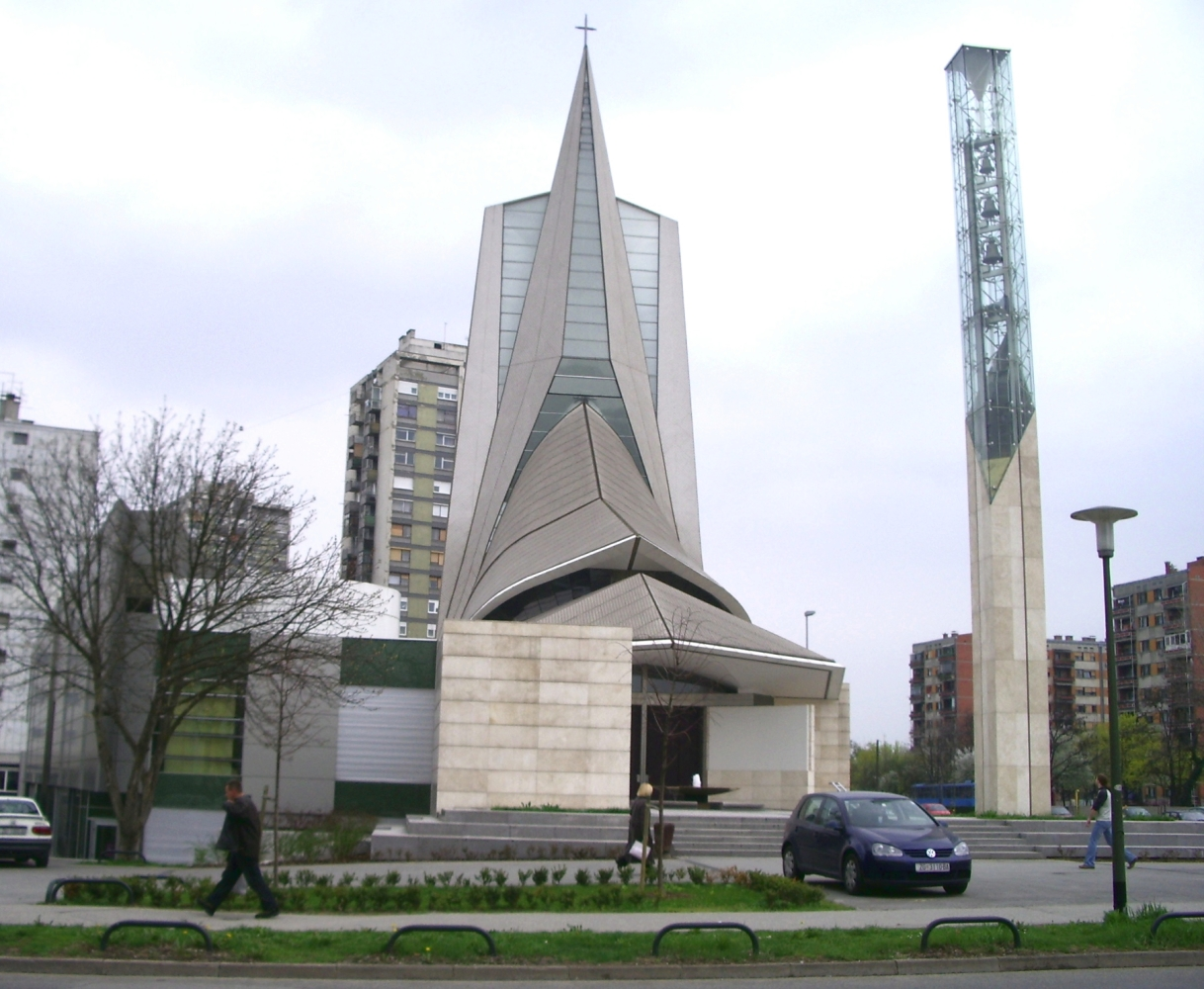
Kościół pw. błogosławionego Augustina Kažoticia

Oprócz części Zagrzebia obejmuje też miejscowość (naselje) Ivanja Reka. Dzielnica Peščenica – Žitnjak graniczy z następującymi dzielnicami: od północnego wschodu – Gornja Dubrava i Sesvete, od południowego zachodu – Novi Zagreb – istok, od zachodu – Trnje, od północnego zachodu - Donji Grad i Maksimir.